# Trigonoptera montana
Trigonoptera montana là một loài bọ cánh cứng trong họ Cerambycidae.